# Presidential Studies Quarterly
Presidential Studies Quarterly ist ein vierteljährlich erscheinendes politikwissenschaftliches Magazin in den Vereinigten Staaten von Amerika. Das Magazin unterliegt einem Peer-Review und wird seit März 1971 von John Wiley & Sons für das Center for the Study of the Presidency and Congress („Zentrum für das Studium von Präsidentschaft und Kongress“) der American University in Washington, D.C. herausgegeben. Thematisch fokussiert sich Presidential Studies Quarterly auf die amerikanischen Präsidenten der Vergangenheit und Gegenwart. Zu den Autoren gehören Politik- und Kommunikationswissenschaftler sowie Historiker. Bis zum Winter 1974 erschien das Magazin unter dem Titel Center House Bulletin.